# Les Experts : Cyber
Pour les articles homonymes, voir CSI et Cyber.
Les Experts : Manhattan Les Experts : Vegas
Les Experts : Cyber (CSI: Cyber) est une série télévisée de criminalistique américaine en 31 épisodes de 42 minutes produite par CBS Television Studios et Jerry Bruckheimer Television, créée par Carol Mendelsohn, Ann Donahue et Anthony E. Zuiker, et diffusée entre le 4 mars 2015 et le 13 mars 2016 sur le réseau CBS et sur le réseau CTV au Canada.
Il s'agit de la 4e série de la franchise Les Experts et le troisième spin-off des Experts (CSI: Crime Scene Investigation). Elle est diffusée en simultané dans 150 pays à travers le monde.
En Belgique, la série est diffusée depuis le 7 septembre 2015 sur RTL TVI, au Québec depuis le 12 septembre 2015 sur V, en Suisse, elle l'est depuis le 1er novembre 2015 sur RTS Un. En France, la série est diffusée depuis le 13 janvier 2016 sur TF1. Elle reste inédite dans les autres pays francophones.

## Synopsis
La docteure Avery Ryan est une cyber-psychologue spécialiste du béhaviorisme. Elle dirige l'agence de lutte contre la cybercriminalité à Quantico en Virginie. Avec son équipe, elle enquête sur des crimes touchant aussi bien le monde virtuel (Cyberespace) que le monde réel.

## Distribution

### Acteurs principaux
- Patricia Arquette (VF : Françoise Cadol) : Dr Avery Ryan, Ph.D., agent spécial et cyber-psychologue
- James Van Der Beek (VF : Thierry Wermuth) : Elijah Mundo, agent spécial senior
- Charley Koontz (VF : Sébastien Ossard) : Daniel Krumitz, technicien spécialiste
- Bow Wow (VF : Eilias Changuel) : Brody Nelson, cyber-hacker
- Hayley Kiyoko (VF : Marie Tirmont) : Raven Ramirez, technicienne spécialisée dans les médias sociaux
- Ted Danson (VF : Jean-Louis Faure) : Diebenkorn « D. B. » Russell, directeur de la section Recherche & Développement (saison 2)
- Peter MacNicol (VF : Yann Guillemot) : Simon Sifter, directeur assistant (saison 1)

### Invités
- Michael Irby (VF : Serge Faliu) : Navy Capitaine David Ortega (saison 1, épisode 1, 8 et 10)
- Jason George : Colin Vickner (saison 1, épisode 2 et 9)
- Byron Mann : Jordan Tan (saison 1, épisode 7)
- Booboo Stewart : Owen Campbell (saison 1, épisode 7)
- Ashley Jones : Ariana Peterson (saison 1, épisode 7)
- Rosanna Arquette : Trish McCarthy (saison 1, épisode 8)
- Sarah Butler : Chelsea (saison 1, épisode 9)
- Tony Amendola (VF : Achille Orsoni) : Ellis Christos (saison 1, épisode 12)
- Marco Sanchez : Détective Gonzalez (saison 2, épisode 2)
- Alisha Boe (VF : Audrey Sablé) : Grace Clarke (saison 2, épisode 5, 9 et 15)
- Jessica Szohr (VF : Laetitia Laburthe-Tolra) : Carmen Lopez / April Costilla (saison 2, épisode 6)
- Matt Lanter : Tristan Jenkins (saison 2, épisode 7)
- Diogo Morgado : Miguel Casado (saison 2, épisode 8 et 15)
- Veronica Cartwright : Renata Ferguson (saison 2, épisode 8)
- Rob Estes (VF : Maurice Decoster) : Julian Perkins (saison 2, épisode 9)
- Justin Prentice : Carter Harris (saison 2, épisode 9)
- Yani Gellman (VF : Damien Ferrette) : Jackson Richmond (saison 2, épisode 10)
- Kelly Preston (VF : Isabelle Langlois) : Greer Latimore (saison 2, épisode 12, 17 et 18)
- Kelly Osbourne (VF : Vanessa Van-Geneugden) : Stella Kaine (saison 2, épisode 13)
- Alan Dale : Richard Margolin (saison 2, épisode 14)
- Spencer Locke (VF : Juliette Allain) : Madison Brooks (saison 2, épisode 17)

### Version française
- Société de doublage : Deluxe Media Paris
  - Direction artistique :

Source VF : RS Doublage

## Fiche technique
- Créateurs : Carol Mendelsohn, Ann Donahue et Anthony E. Zuiker
- Musique originale : Ben Decter et Jeff Russo
- Producteurs délégués : Jonathan Littman, Jerry Bruckheimer, Carol Mendelsohn, Ann Donahue et Anthony E. Zuiker
- Sociétés de production : CBS Television Studios et Jerry Bruckheimer Television
- Format : 16:9 HDTV

 Sauf indication contraire, les informations mentionnées dans cette section peuvent être confirmées par la base de données cinématographiques IMDb,  présente dans la section « Liens externes ».

## Développement
Un script intitulé Cyber Crimes pour CBS a été travaillé en décembre 2009, mais n'a pas eu de suite.
Alors que les deux premières séries dérivées sont arrêtées, cette nouvelle série est annoncée en février 2014. Il est révélé qu'elle s'inspire du travail de la cyber-psychologue Mary Aiken.
En mars 2014, Patricia Arquette décroche le rôle principal et a été introduite dans l'épisode 21 de la Saison 14 des Experts, et plus tard dans l'épisode 6 de la saison 15. Le 9 mai 2014, la série est commandée, mais sans pilote ni distribution, elle est attendue pour le printemps 2015, après la finale de la saison de CSI.
Le casting principal a eu lieu en juillet et août 2014, dans cet ordre : Charley Koontz, Peter MacNicol, James Van Der Beek et Bow Wow. Hayley Kiyoko est ajoutée à la distribution à la fin octobre 2014.
Le 11 mai 2015, la série est renouvelée pour une deuxième saison. Deux jours plus tard, l'annulation de la série parents CSI est confirmée, et Ted Danson sera relocalisé à Quantico, puis, Peter MacNicol quitte la série.
Plusieurs lieux de tournages tels que les bureaux, laboratoires et morgues, sont les anciens locaux où les Experts : Manhattan a été tournée.
En janvier 2016, il est annoncé que Ted Danson quittera la série à la fin de la saison, retenu dans la nouvelle série The Good Place sur NBC.
Le 12 mai 2016, CBS annonce son annulation après deux saisons.

### Générique
Fidèle à la tradition des autres séries de la franchise, CSI: Cyber possède une chanson du groupe de rock britannique The Who comme générique. Il s'agit ici de I Can See for Miles, sortie en 1967.

## Épisodes

### Première saison (2015)
1. Bébés aux enchères (Kidnapping 2.0)
2. Montagnes russes (CMND:/Crash)
3. Meurtres en Taxi (Killer en route)
4. Allumer le feu (Fire Code)
5. Bombe participative (Crowd Sourced)
6. Preuves virtuelles (The Evil Twin)
7. Manipulation en ligne (URL, Interrupted)
8. La victime N°1 (Selfie 2.0)
9. Données volées (L0m1S)
10. Coup de pub (Click Your Poison)
11. Pris au jeu (Ghost in the Machine)
12. Monnaie fictive (Bit by Bit)
13. Quand le passé refait surface (Family Secrets)

### Deuxième saison (2015-2016)
Elle est diffusée depuis le 4 octobre 2015 sur CBS, aux États-Unis.
1. La Poupée qui parlait (Why-Fi)
2. Au hasard d'une rencontre (Heart Me)
3. La Poudrière (Brown Eyes, Blue Eyes)
4. Jeu de piste virtuel (Red Crone)
5. Intervention en urgence (Hack E.R.)
6. Excès de vitesse (Gone in 6 seconds)
7. Une famille de substitution (Corrupted Memory)
8. Chasse au serpent (Python)
9. La reine de cœur (iWitness)
10. Robin du web (Shades of Grey)
11. L'avion fantôme (404: Flight Not Found)
12. Appels à l'aide (Going Viral)
13. Mort vivant (The Walking Dead)
14. Courir ou mourir (Fit-and-Run)
15. La revanche de Python (Python's Revenge)
16. Péchés 2.0 (5 Deadly Sins)
17. Pour un quart d'heure de célébrité (Flash Squad)
18. La relève (Legacy)